# Boris Steimetz
Boris Steimetz (Saint-Denis, 27 luglio 1987) è un ex nuotatore francese.

## Palmarès
- Olimpiadi

Pechino 2008: argento nella 4x100m sl.
- Mondiali in vasca corta

Dubai 2010: oro nella 4x100m sl.
- Europei

Budapest 2010: argento nella 4x100m sl.
- Universiadi

Belgrado 2009: argento nei 50m sl, bronzo nella 4x100m sl e nella 4x100m misti.